# Raymond Gosling
Raymond Gosling (Wembley, 15 luglio 1926 – 18 maggio 2015) è stato un medico e ricercatore britannico.
Ha collaborato con Maurice Wilkins e Rosalind Franklin al University College nell'analisi della struttura del DNA, sotto la direzione di Sir John Randall.

## Formazione
È nato nel 1926 e ha frequentato le scuole inferiori a Wembley. Dal 1944 al 1947 studia fisica allo University College di Londra e diventa medico ospedaliero al King's Fund and Middlesex Hospital dal 1947 al 1949, prima di unirsi, come studente ricercatore, al King's College London.

## Lavoro al King's College sul DNA
Gosling ha lavorato, con Maurice Wilkins, sulla diffrazione a raggi X presso il King's College di Londra, analizzando campioni di DNA preparati per idratazione ed estrazione in sottili filamenti, quindi fotografati in atmosfera ad idrogeno.
In seguito all'arrivo, nel 1951, di Rosalind Franklin presso il King's College, Gosling fu incaricato di lavorare con lei. Insieme produssero le prime fotografie mediante diffrazione a raggi X della "forma B" idrata di cristalli di DNA. Nei due anni successivi i due lavorarono in stretta collaborazione per perfezionare la tecnica della fotografia con diffrazione a raggi X ed ottennero quella che all'epoca erano le immagini a più alta definizione della struttura del DNA, tra cui la foto 51. Questo lavoro portò, nel 1963, al conferimento del Premio Nobel per la Medicina a Francis Crick, James D. Watson e Maurice Wilkins. Gosling era coautore con la Franklin di una delle tre pubblicazioni presenti nel numero di "Nature" dell'aprile del 1953. Maurice Wilkins, The Third Man of the Double Helix: The Autobiography of Maurice Wilkins, Oxford University Press, USA, 27 novembre 2003,  p. 274, ISBN 978-01-986-0665-9.
In seguito al completamento della propria tesi Gosling rimase brevemente al King's College, prima di tenere lezioni di fisica al Queen's College, presso la University of St Andrews, e alla University of the West Indies.

## Lavoro al Guy's Hospital
Tornò nel regno unito nel 1967, divenendo professore presso la scuola di medicina del Guy's Hospital, e professore emerito in fisica applicata presso la facoltà di medicina a partire dal 1984. Qui ha aiutato a sviluppare la scienza e la tecnica medica sottostante all'emodinamica con lo sviluppo dell'ecografia Doppler vascolare nel gruppo di angiologia non invasiva, e formato l'unità di angiologia ultrasonica clinica.